# Collégiale de Herrieden
La collégiale de Herrieden est une ancienne abbaye bénédictine puis collégiale à Herrieden, dans le diocèse d'Eichstätt.

## Histoire
Le monastère, consacré à Saint Guy, est fondé vers 797 par Cadolt, un noble franc. Charlemagne aurait nommé son propre confesseur Deocar comme premier abbé et lui aurait rendu visite dans son monastère. À cette époque, l'évêque d'Eichstätt est Gerhoh.
En 863, l'abbé Luitbert est promu archevêque de Mayence et devient archichancelier de l'empire. L'abbaye passe à l'évêque Erchanbald d'Eichstätt en 888. Dès lors, Herrieden est converti en une collégiale de chanoines.
Elle est dissoute en 1806 au cours de la sécularisation. L'ensemble des bâtiments est conservé. La collégiale de Herrieden devient l'église paroissiale locale. Les archives et la bibliothèque ne furent transférées aux archives diocésaines d'Eichstätt qu'en 1935 et 1946.

## Source de la traduction
- (de) Cet article est partiellement ou en totalité issu de l’article de Wikipédia en allemand intitulé « Kollegiatstift Herrieden » (voir la liste des auteurs).